# Otok Virje
Otok Virje is een plaats in de gemeente Cestica in de Kroatische provincie Varaždin. De plaats telt 261 inwoners (2001).